# Judengasse (Nördlingen)

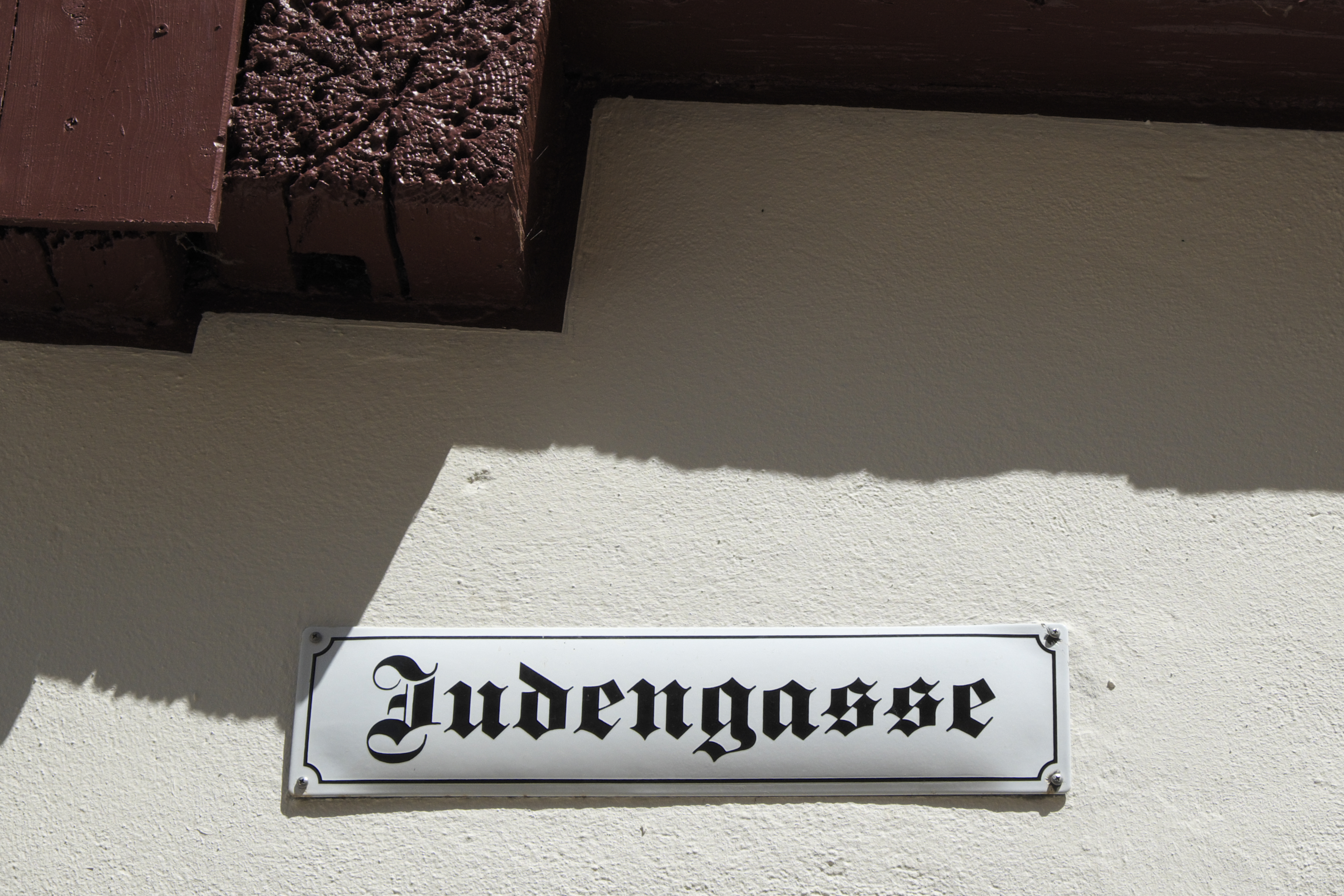
Judengasse in Nördlingen

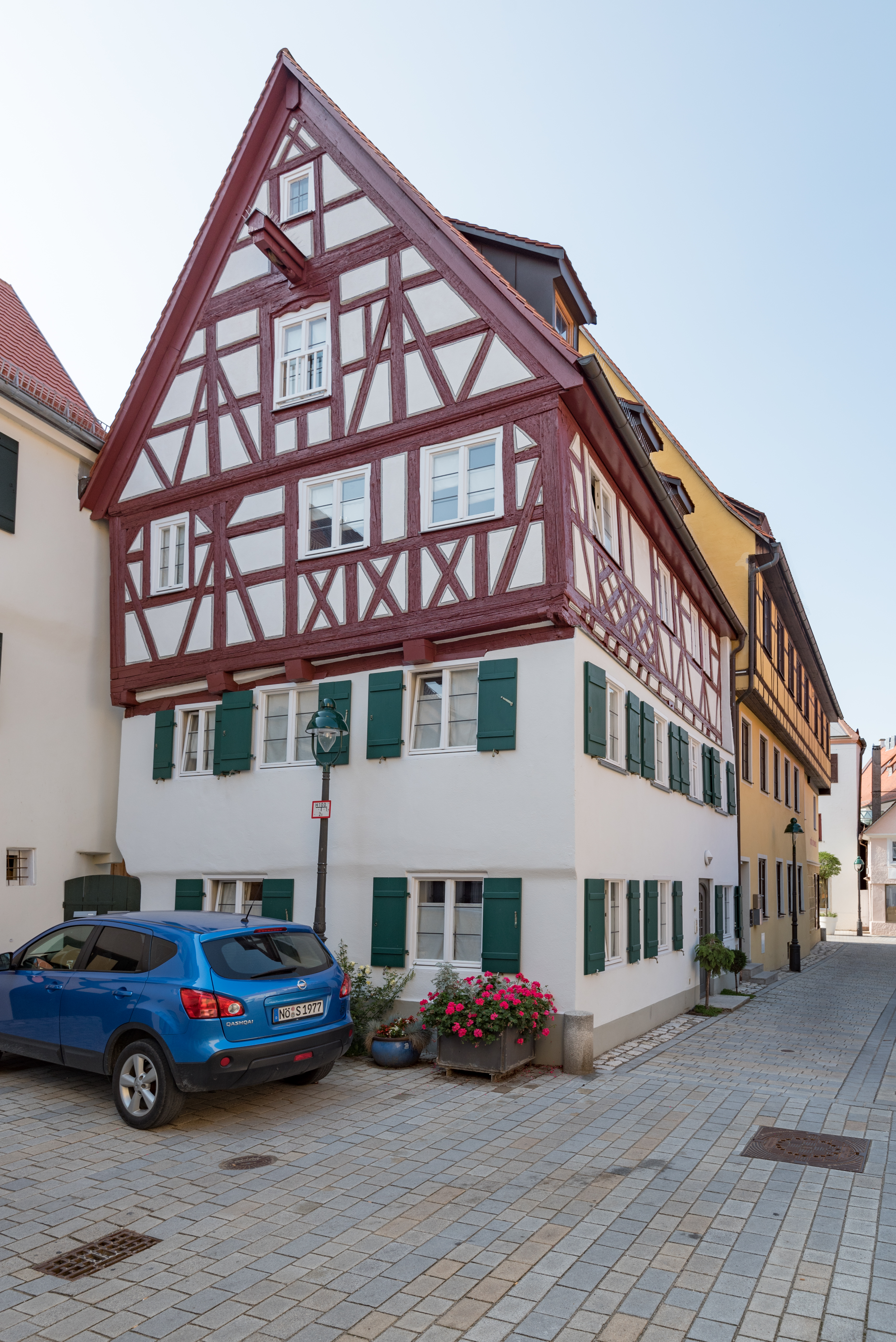
Blick in die Judengasse, der Fachwerkbau ist das Haus Nr. 11

Die Judengasse in Nördlingen, einer Stadt im schwäbischen Landkreis Donau-Ries in Bayern, wurde bereits im späten 15. Jahrhundert überliefert. Im 15. Jahrhundert bestand die Jüdische Gemeinde Nördlingen aus zehn bis fünfzehn Familien. Eine im 14. Jahrhundert erbaute Synagoge befand sich in der Judengasse 1. Umfangreiche Baureste traten 1914 beim Brand einer auf dem Grundstück stehenden Scheune zutage und wurden anschließend niedergelegt.

## Geschichte
Bis zur Vertreibung im Jahr 1507 lebten die hier ansässigen Juden in der Judengasse. Mit Ausnahme während des Dritten Reiches, wo die Judengasse in Schulgasse umbenannt wurde, blieb der Name erhalten, obwohl Juden erst 1860 wieder ein Niederlassungsrecht in Nördlingen zugesprochen wurde. Im 19. und 20. Jahrhundert waren die jüdischen Bürger über das ganze Stadtgebiet verteilt. Von den Nationalsozialisten wurden die Juden, die nach der Reichspogromnacht in Nördlingen geblieben waren, bis zu ihrer Deportation 1942 in Judenhäuser (Judengasse 14 und Frauengasse 17) einquartiert.

## Baudenkmäler
Folgende Baudenkmäler säumen die Judengasse:
- Judengasse 2/4: Wohnhaus
- Judengasse 3: Alte Volksschule, heute Stadtbibliothek
- Judengasse 7: Kleinhaus
- Judengasse 8: Kleinhaus
- Judengasse 9: Bürgerhaus
- Judengasse 11: Wohnhaus
- Judengasse 18: Wohnhaus

Siehe auch: Liste der Baudenkmäler in Nördlingen#J